# Lód firnowy
Lód firnowy – stadium pośrednie między firnem i lodem lodowcowym, odznaczający się gęstością 0,8–0,9 g/cm3. Składa się z kryształów lodu spojonych drobnokrystaliczną masą lodową, która powstała wskutek topnienia śniegu powierzchniowego.